# Гниды

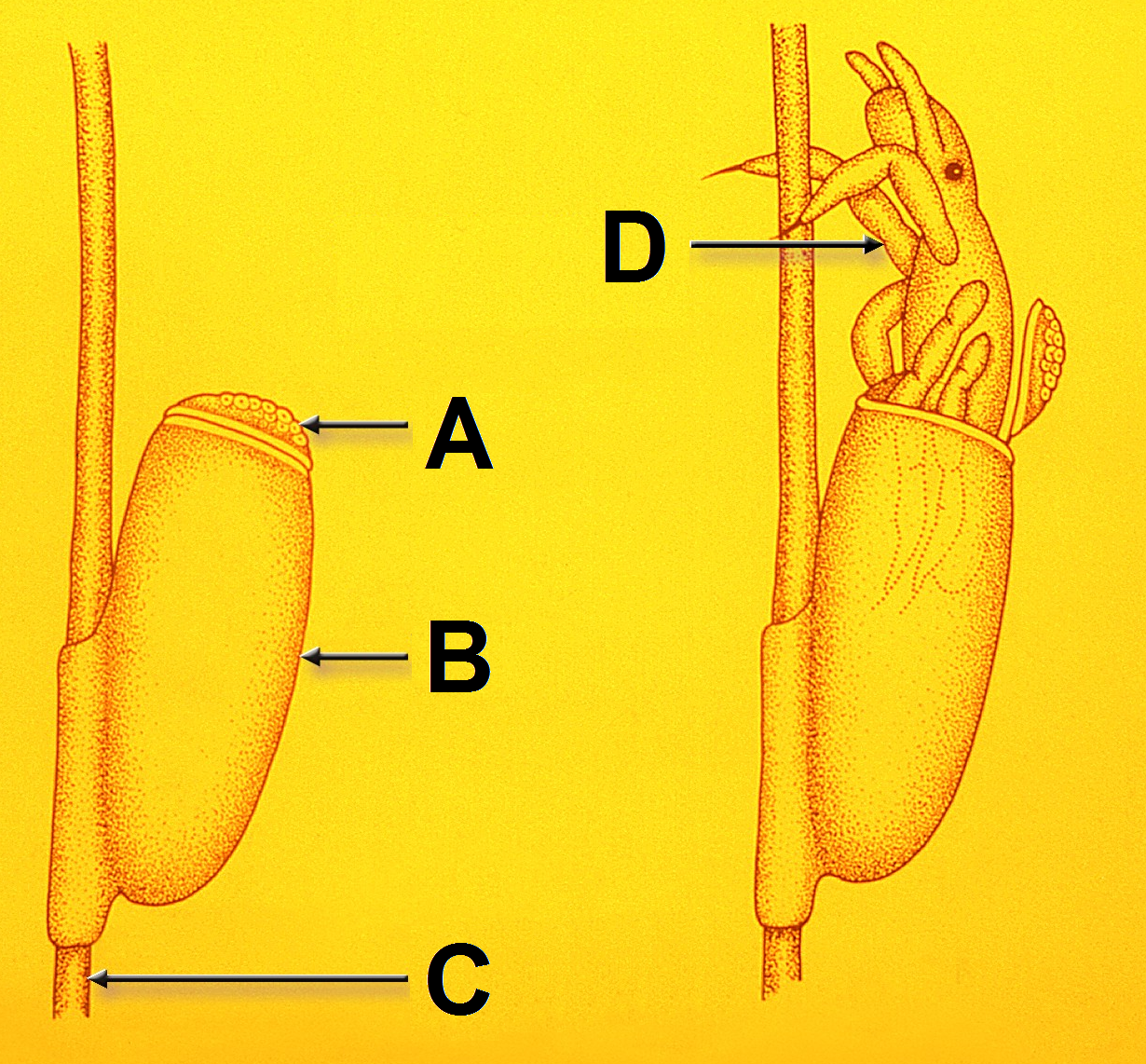
Строение гниды: A — крышечка, B — оболочка, C — волос, D — вылупление личинки

Гниды — яйца вшей. Прикрепляются к волосам или одежде. Их покрывает защитная оболочка с крышечкой сверху (форма крышечки — систематический признак). Длина гниды платяной вши — до 1 мм. Развитие гнид при температуре 25—37 °C длится 5—16 суток. Развитие гнид платяной вши при температуре 30—31 °C длится 7—10 суток, если бельё не снимают. Если же бельё периодически снимают, развитие затягивается до 6 недель.